# Escut dels Montagut
L'Escut dels Montagut és un escut d'armes declarat bé cultural d'interès nacional al nucli urbà de la població de Móra d'Ebre, a la façana de la casa de Ramon Montagut, la qual forma cantonada entre la plaça de Dalt i el carrer d'Isabet.de Móra d'Ebre (Ribera d'Ebre)
Es tracta d'un plafó rectangular de pedra que presenta un escut al bell mig dividit en quatre parts. Tant el primer com el quart quarter presenten dues filades de losanges, mentre que al segon i tercer quart hi ha la representació d'una muntanya escarpada amb un pic destacat. L'escut està coronat per un casc de cavaller de perfil i es troba envoltat per diversos motius vegetals.
El sobirà de Navarra, Garcia Ramires, l'any 1135 ennoblí dotze cases, i entre elles es comptava la de Montagut en novè lloc. L'any 1065 en Domènec de Montagut acompanyava a Sanç Ramires, rei d'Aragó, quan amb Sanç de Navarra es disposava a conquerir la part d'Aragó i de Catalunya en poder dels sarraïns. Els Montagut foren recompensats amb la concessió de drets i preeminències sobre Móra d'Ebre, on va establir-se. El 1072 compraren una heretat als moros Al-Aaïd i Fàtima. Sanç de Montagut, el 1148, acompanyà a Ramon Berenguer IV a la conquesta de Tortosa. Pere I confirmà la donació de la ciutat de Tortosa amb el castell de la Suda a fra Pere de Montagut, Mestre de Provença i Hispània. El marquès de Guardia Real, fill d'un Montagut, té l'arbre genealògic fins als nostres dies.